# Drowned World/Substitute for Love
Drowned World / Substitute for Love è una canzone della cantautrice statunitense Madonna dalle sonorità elettroniche coprodotta da William Orbit. È il brano d'apertura di Ray of Light e terzo singolo internazionale estratto dal disco (non pubblicato in Nord America). Il singolo, che ha venduto circa 700 000 copie, ha avuto un ottimo successo sia di critica sia di pubblico.

## Descrizione
In Drowned World / Substitute for Love scritta insieme a William Orbit, Rod McKuen, Anita Kerr e David Collins, la cantante parla della sua carriera e di come tutta la sua vita sia stata dominata da contingenze materiali, da tristezza, vuoto e superficialità e di come la presenza della figlia, Lourdes Maria detta "Lola", abbia riscattato la sua esistenza, facendola approdare verso una visione più complessa dell'esistenza, in cui quello che importa è l'aspetto più profondo e spirituale del vivere.
Le parole sono una spietata analisi del proprio passato (La canzone esordisce con il verso: "Ho barattato la fama per l'amore") della propria determinazione e della sua voglia di successo, ma anche del suo profondo cambiamento interiore soprattutto grazie alla nascita della figlia.
Tale cambiamento apparve sincero anche agli occhi dei critici più duri, in quanto tutte le sonorità dell'album erano virate verso una dimensione più intima e personale.
Con questa canzone Madonna esprime il suo cambiamento: sono finiti i tempi della Material Girl e delle trasgressioni e il suo ego spropositato non è più conciliabile con il ruolo di madre. Inizia quindi un lento ma profondo mutamento, i cui effetti su un piano artistico si riflettono anche nelle fasi successive della carriera della cantante. Madonna non rinnega il suo passato, ma si rende conto che è arrivato il tempo di aprirsi nuovi orizzonti.

## Video
Il video della canzone, diretto da Walter Stern, mostra Madonna che prima in auto e poi anche in hotel è perseguitata dai paparazzi. La star quindi si rifugia a casa dove ad aspettarla trova la figlia in un'atmosfera più vera e familiare.
Il clip è stato oggetto di critiche in quanto la storia poteva ricordare la tragica morte di Lady Diana avvenuta l'estate precedente. Il video fu inserito nella seconda raccolta di video della cantante, The Video Collection 93:99. 	
Drowned World/Substitute for Love fu inserito nel secondo greatest hits della carriera di Madonna, il GHV2, uscito nel 2001.

## Esecuzioni dal vivo
Nel Drowned World Tour (2001) Madonna ha cantato dal vivo il brano in apertura del concerto. La canzone è stata eseguita anche durante il Confessions Tour (2006). Il brano venne eseguito anche nelle tappe londinesi del Rebel Heart Tour (2015/2016) e nei primo spettacolo di Madonna: Tears of a Clown (2016).

## Classifiche
| Classifica    | Posizione massima |
| ------------- | ----------------- |
| Australia     | 16                |
| Austria       | 34                |
| Francia       | 42                |
| Italia        | 6                 |
| Nuova Zelanda | 21                |
| Paesi Bassi   | 43                |
| Regno Unito   | 10                |
| Spagna        | 1                 |
| Svezia        | 41                |
| Svizzera      | 31                |